# Pirnaische Vorstadt
Die Pirnaische Vorstadt ist eine der Vorstädte der Stadt Dresden und liegt im Stadtbezirk Altstadt in der Gemarkung Altstadt I. Die Vorstadt ist der Inneren Altstadt östlich in Richtung Pirna vorgelagert. Der Pirnaische Platz am Übergang zur Inneren Altstadt gehört zu den Verkehrsknotenpunkten der Stadt. Östlich grenzt die Johannstadt an, südwestlich die Seevorstadt. Zwischen diesen drei Stadtteilen liegt ein weiterer Verkehrsknotenpunkt, der Straßburger Platz.
Im Stadtteil befinden sich wichtige Schulen wie das St. Benno-Gymnasium oder das Marie-Curie-Gymnasium. Bis zur Zerstörung bei den Luftangriffen auf Dresden stand an der Pillnitzer Straße das Schilling-Museum.
In der Pirnaischen Vorstadt befindet sich mit GlaxoSmithKline Biologicals Dresden das einzige größere Industriewerk in der Nähe der Dresdner Innenstadt – neben der Gläsernen Manufaktur von Volkswagen im Stadtteil Seevorstadt-Ost/Großer Garten.

## Geschichte
Im Jahr 1835 wurden die vier östlich der Altstadt gelegenen Vorortgemeinden Fischer-Gemeinde, Rampische, Pirnische sowie Borngasser Gemeinde – jeweils benannt nach der durch sie hindurchführenden Straße – zur Pirnaischen Vorstadt zusammengefasst. Seit 1877 bildet der östliche Teil der Pirnaischen Vorstadt den eigenständigen Stadtteil Johannstadt.
Die Pirnaische Vorstadt bestand aus Gründerzeitvierteln. Um den Pirnaischen Platz wurden prächtige Geschäftshäuser errichtet, hervorzuheben ist hierzu der Kaiserpalast. Beim Luftangriff auf Dresden wurde die Pirnaische Vorstadt komplett zerstört.

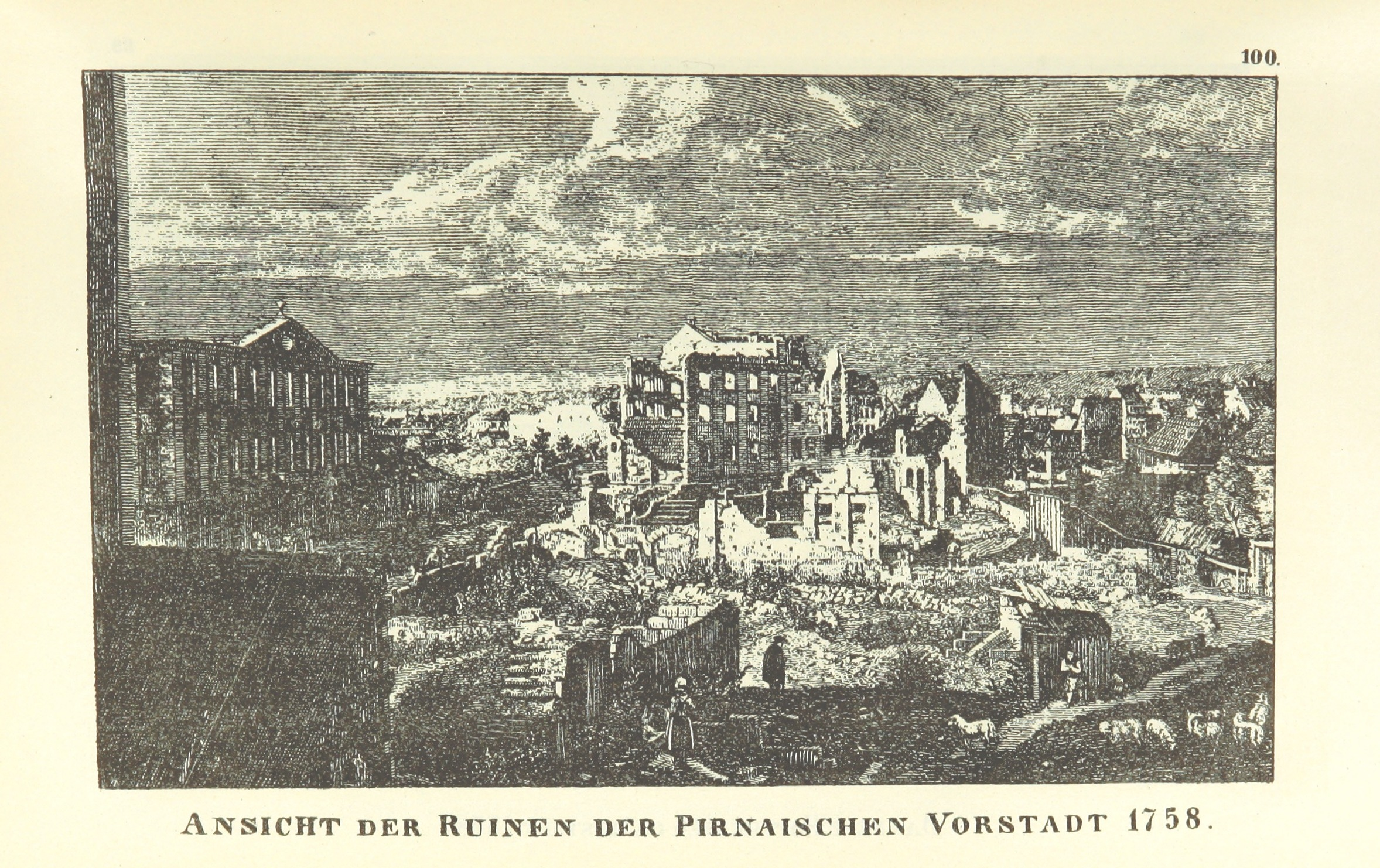
Ansicht der Ruinen der Pirnaischen Vorstadt 1758 nach der Zerstörung durch den General Karl Christoph von Schmettau (1696–1775) im Siebenjährigen Krieg
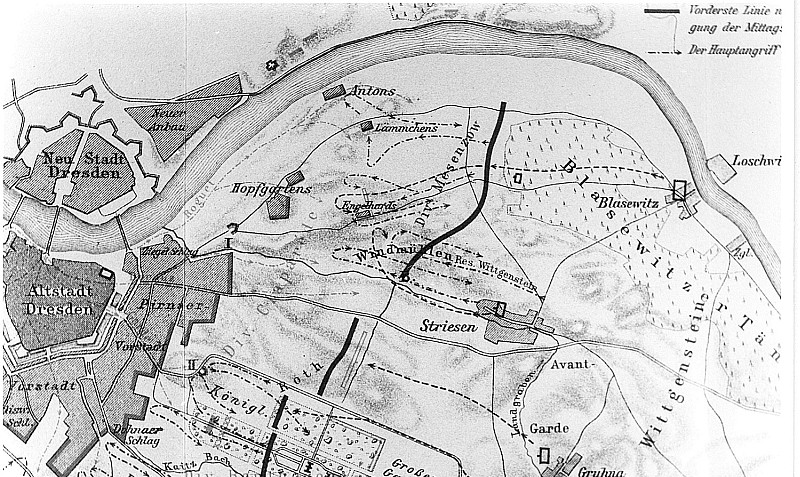
Pirnaische Vorstadt auf einer Karte der Schlacht von Dresden 1813
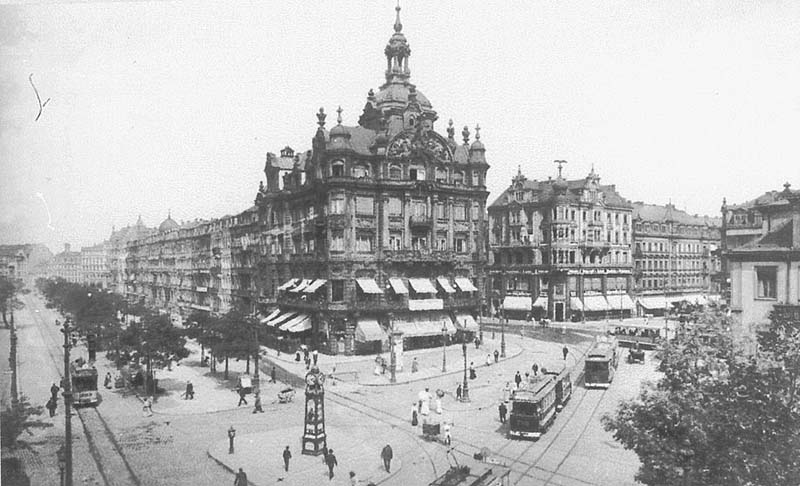
Pirnaische Vorstadt um 1910 mit Bauten aus der Gründerzeit, in der Mitte der Kaiserpalast
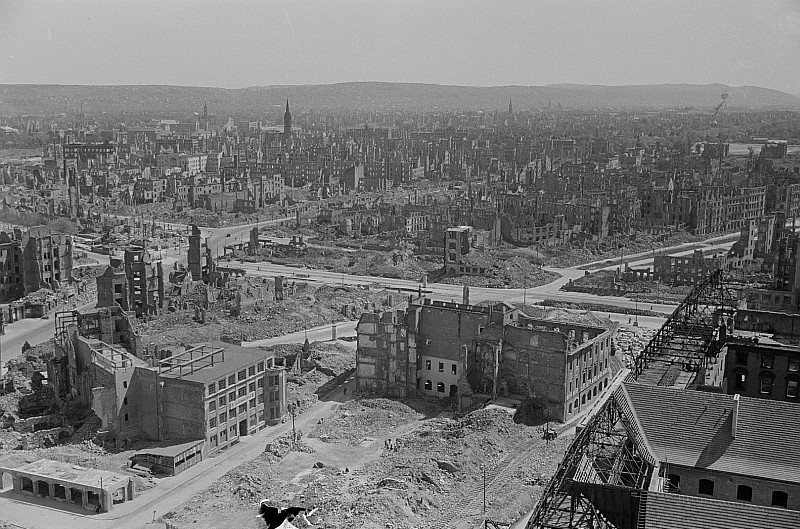
Zerstörte Pirnaische Vorstadt 1945
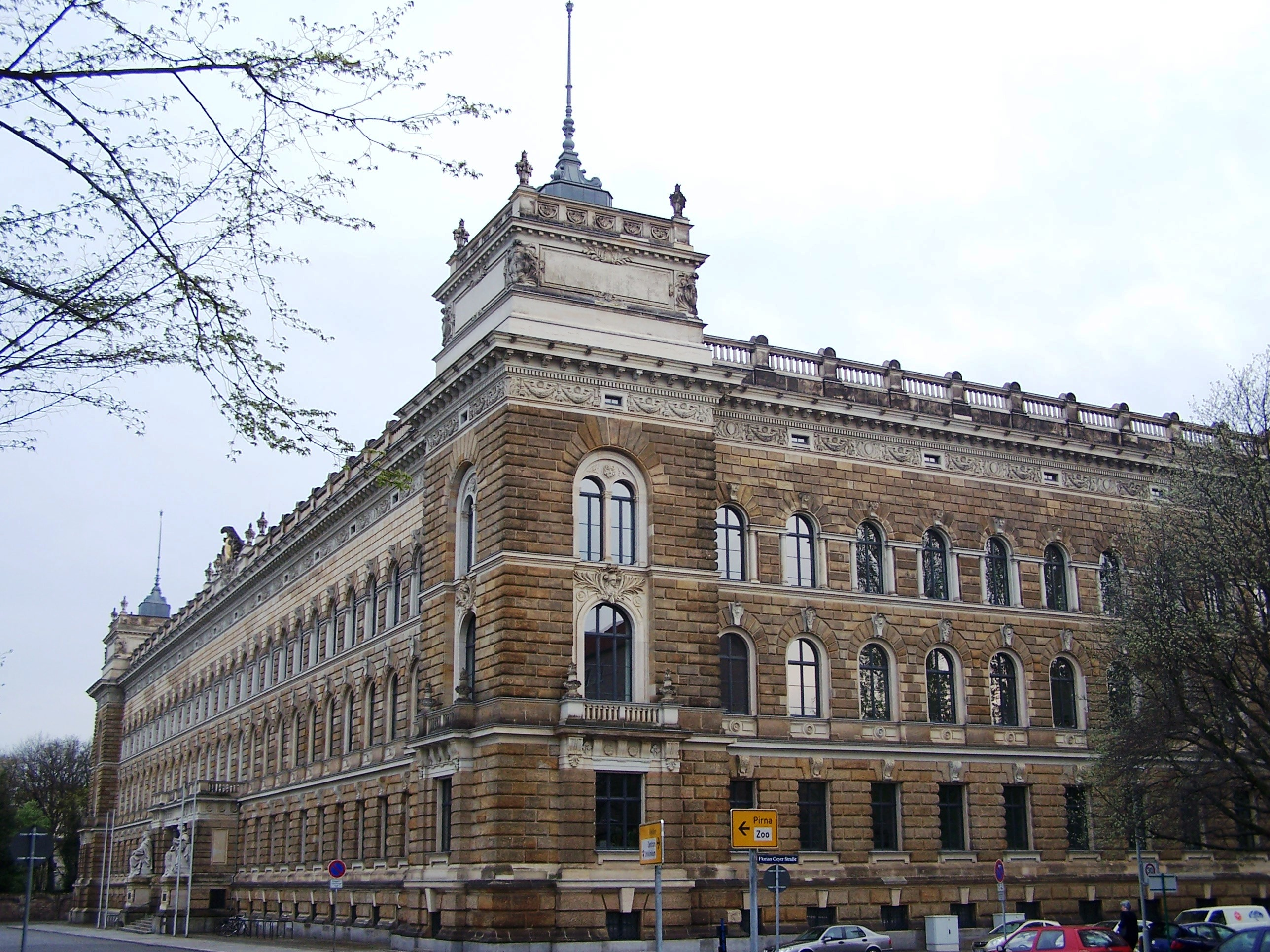
Landgericht Dresden am Sachsenplatz

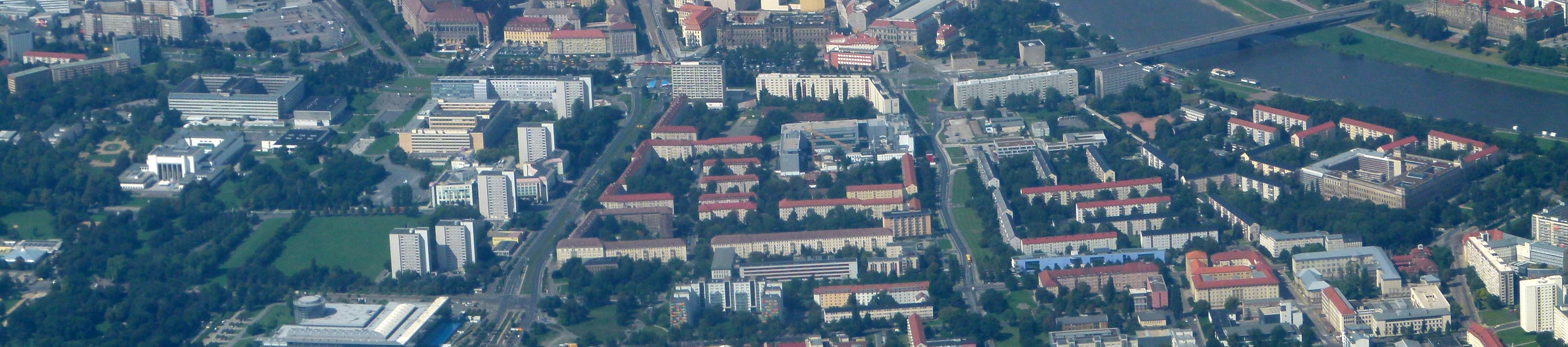
Überblick über die Pirnaische Vorstadt